# Zugarramurdi
Zugarramurdi è un comune spagnolo di 233 abitanti situato nella comunità autonoma della Navarra.